# هورمیگوئروس، پورتوریکو
هورمیگوئروس (به انگلیسی: Hormigueros) یک منطقهٔ مسکونی در ایالات متحده آمریکا است که در پورتوریکو واقع شده‌است.
 هورمیگوئروس ۲۹ کیلومتر مربع مساحت و ۱۷٬۲۵۰ نفر جمعیت دارد.